# Катарина (Сеара)
Катарина (порт. Catarina) — муниципалитет в Бразилии, входит в штат Сеара. Составная часть мезорегиона Сертойнс-Сеаренсис. Входит в экономико-статистический микрорегион Сертан-ди-Иньямунс. Население составляет 18 217 человек на 2006 год. Занимает площадь 486,859 км². Плотность населения — 37,4 чел./км².
Праздник города — 25 мая.

## Статистика
- Валовой внутренний продукт на 2003 составляет 21.770.857,00 реалов (данные: Бразильский институт географии и статистики).
- Валовой внутренний продукт на душу населения на 2003 составляет 1.281,17 реалов (данные: Бразильский институт географии и статистики).
- Индекс развития человеческого потенциала на 2000 составляет 0,580 (данные: Программа развития ООН).